# Jakub z Ercieszowa
Jakub z Ercieszowa lub Jakub Arciszewski lub Jakub Erciszowski herbu Rola (zm. 31 lipca 1533 w Krakowie) – prawnik, ośmiokrotny rektor Akademii Krakowskiej.

## Życiorys
Pochodził ze szlacheckiej rodziny ze wsi Arciszewo. W 1489 wpisał się na listę studentów Akademii Krakowskiej. W 1494 uzyskał stopień magistra nauk wyzwolonych. W latach 1494–1503 wykładał na Wydziale Sztuk Wyzwolonych równocześnie studiując prawo. W 1501 posiadał stopień doktora dekretów, od 1503 wykładał na Wydziale Prawa, a w 1504 wybrano go seniorem Bursy Prawników. Od 1509 był profesorem prawa. W 1515 po raz pierwszy został wybrany rektorem krakowskiej uczelni.  W czasie swoich 8 rektorskich kadencji wprowadził statuty porządkowe w sprawie opłat, biesiad promocyjnych i wpisów studentów do metryk uczelni.  W latach 1503–1508 oraz 1510-1513 był kanclerzem i audytorem oraz oficjałem krakowskiej kurii z nadania biskupa Jana Konarskiego. Za czasów biskupa Piotra Tomickiego w latach 1526-1533 był oficjałem, wizytatorem i komisarzem inkwizycyjnym w diecezji. Wielokrotnie reprezentował kapitułę krakowską na synodach prowincjonalnych w Kole, Łęczycy Kaliszu i Piotrkowie. W swoich rękach zgromadził liczne kościelne beneficja. W latach 1501–1519 był proboszczem w Dziekanowicach, od 1502 był kanonikiem kolegiaty Najświętszej Maryi Panny w Sandomierzu. W 1505 został kanonikiem katedry wawelskiej. W 1515 został kanonikiem włocławskim i w latach 1516-1517 reprezentował tę kapitułę na synodach oraz na jej polecenie miał uporządkować stare i nowe statuty kapitulne. Od 1524 był kanonikiem kurzelowskim, a do 1529 był jeszcze kanonikiem wiślickim. Zmarł w Krakowie w trakcie ostatniej swojej kadencji rektorskiej, pochowany został w katedrze wawelskiej.